# 離婚ともだち
『離婚ともだち』（りこんともだち）は、1980年4月10日から同年7月3日までTBS系の「木曜座」枠で放映されたテレビドラマである。
- キャッチコピーは「夏子まぶしい陽差しの坂道で急に立ち止まってはいけません倒れかかった躰を支えてくれるひとに出逢ってしまうから」

## 概要
タイトルの『離婚ともだち』の通り、離婚経験者同士が友人同士となり、意見の食い違い、意地の張り合いなどをしながら友情と恋愛の間で揺れ動くその関係などを描いていった。
挿入歌の中村晃子が歌った「恋の綱わたり」はザ・ベストテンにランクインするヒットとなった。なお中村晃子はピアノの弾き語りが出来るということで、プロデューサーの要望でクラブのママ役に起用された。

## あらすじ
櫟（くぬぎ）夏子は、東京の渋谷公園通りにあるファッションビル「パル」の宣伝プロデューサー。離婚して5年となり、大学講師の駒井健と同棲生活を送っていた。ある日、駐車場で車をぶつけられたのがきっかけで企画プロダクション社長の海原広と知り合い、そして「夏のキャンペーン」で夏子と広は一緒に仕事をするようになった。しかしお互い第一印象が悪かったせいか、二人は喧嘩を繰り返す。その広は、娘の真弓が18歳になったら妻と離婚するということになっているが、真弓は既にその18歳になっていた。そして夏子は、夏のキャンペーンのモデルとして真弓を起用すると提案してきた。

## キャスト
- 櫟夏子：大原麗子
- 駒井健：田村正和 - 大学講師
- 海原真弓：浅野温子
- ：塩屋智章
- 佐川康男：津川雅彦 - 企画プロダクションのSP局長
- 紀子：中村晃子 - クラブのママ
- 香：吉田未来 - ラジオプロデューサーで、夏子の親友
- 写真家：一色一成
- 加納亜希子：結城しのぶ
- 林ゆたか（第3話ゲスト）
- 大林宣彦（第12話ゲスト）
- 海原京子：稲野和子 - 広の妻
- 秋葉太一郎：高松英郎
- 海原広：藤竜也

## スタッフ
- 脚本
  - 福田陽一郎（全話担当）
  - 八木柊一郎（第5話で共同担当）
- 演出
  - 服部晴治（第1話、第2話、第5話、第7話、第9話、第11話、第13話）
  - 近藤邦勝（第3話、第6話、第8話、第10話、第12話）
  - 宮武昭夫（第4話）
- 音楽：清水靖晃、マライア
- 制作：TBS

## 主題歌・挿入歌
- 主題歌：西村協「シー・ユー・アゲイン」（作詞：阿久悠、作曲：筒美京平、編曲：大村雅朗）
- 挿入歌：中村晃子「恋の綱わたり」（作詞：福田陽一郎、作曲：三木たかし、編曲：船山基紀）